# ウジョク (駆逐艦)
ウジョク (SMS Uzsok) はオーストリア＝ハンガリー帝国海軍の駆逐艦。第一次世界大戦中タトラ級駆逐艦「トリグラフ」と「リカ」戦没に伴い建造された、タトラ級とは若干の差異のあるトリグラフ代艦級と称されるものの一隻。艦名はカルパティア山脈の峠からとられている。

## 艦歴
1916年9月25日起工。1917年9月26日進水。同年12月18日に竣工し、1918年1月25日に就役。
1918年4月22日、「ウジョク」と駆逐艦「トリグラフ」、「チェペル」、「ドゥクラ」、「リカ」はオトラント海峡へ出撃。ヴァロナ沖でイギリス駆逐艦「ホーネット」、「ジャッカル」と遭遇して交戦し、それらを損傷させた。この海戦では「ウジョク」星弾を使用し、味方の砲撃を支援した。
1918年10月、オーストリア＝ハンガリー帝国は崩壊し始め、30日に皇帝カール1世は艦隊のザグレブの国民評議会への引き渡しを決めた。しかし、戦後大半の艦艇は連合国間で分配されることとなった。
「ウジョク」はイタリアに引き渡されて「Monfalcone」と改名され、1937年に解体された。